# Theresa Weld-Blanchard
Pour les articles homonymes, voir Weld et Blanchard.
Theresa Weld-Blanchard, née le 21 août 1893 à Brookline et morte le 12 mars 1978 à Boston, est une patineuse artistique américaine.

## Biographie

### Carrière sportive
Elle s'est distinguée aussi bien en patinage individuel qu'en patinage en couple avec Nathaniel Niles. Elle est médaillée de bronze olympique en individuel en 1920, championne d'Amérique du Nord en individuel en 1923 et en couple en 1925, ainsi que sextuple championne des États-Unis en individuel et neuf fois championne des États-Unis en couple.
Elle se marie en 1920 avec Charles Blanchard.
Elle fonde le magazine Skating en 1923.

### Hommage
Elle est intronisée au Temple de la renommée du patinage artistique américain en 1976.

## Palmarès

### En individuel
| Compétition                                                        | 1914 | 1915 | 1916 | 1917 | 1918 | 1919 | 1920 | 1921 | 1922 | 1923 | 1924 | 1925 | 1926 | 1927 | 1928 |
| Jeux olympiques                                                    |      |      | JA   |      |      |      | 3e   |      |      |      | 4e   |      |      |      | 10e  |
| Championnats d'Amérique du Nord                                    |      |      |      |      |      |      |      |      |      | 1re  |      | 3e   |      | 5e   |      |
| Championnats des États-Unis                                        | 1re  | CA   | CA   | CA   | 2e   | CA   | 1re  | 1re  | 1re  | 1re  | 1re  | 2e   | 2e   | 3e   |      |
| Légende : JA = Jeux olympiques annulés ; CA = Championnats annulés |      |      |      |      |      |      |      |      |      |      |      |      |      |      |      |

### En couple artistique
Avec son partenaire Nathaniel Niles
| Compétition                                                        | 1914 | 1915 | 1916 | 1917 | 1918 | 1919 | 1920 | 1921 | 1922 | 1923 | 1924 | 1925 | 1926 | 1927 | 1928 | 1929 | 1930 | 1931 | 1932 |
| Jeux olympiques                                                    |      |      | JA   |      |      |      | 4e   |      |      |      | 6e   |      |      |      | 9e   |      |      |      |      |
| Championnats du monde                                              |      | CA   | CA   | CA   | CA   | CA   | CA   | CA   |      |      |      |      |      |      | 7e   |      | 6e   |      | 8e   |
| Championnats d'Amérique du Nord                                    |      |      |      |      |      |      |      |      |      | 2e   |      | 1re  |      | 2e   |      | 2e   |      |      |      |
| Championnats des États-Unis                                        | 2e   | CA   | CA   | CA   | 1re  | CA   | 1re  | 1re  | 1re  | 1re  | 1re  | 1re  | 1re  | 1re  | 2e   | 2e   | 4e   | 4e   | 5e   |
| Légende : JA = Jeux olympiques annulés ; CA = Championnats annulés |      |      |      |      |      |      |      |      |      |      |      |      |      |      |      |      |      |      |      |